# Magnus Wikström
Johan Magnus Wikström, född Vikström den 7 december 1977 i Mikaels församling, Örebro, är en svensk före detta fotbollsspelare. Med Örebroklubben BK Forward som moderklubb. Han spelade mellan 2004 och 2007 i Gefle IF och mellan 2007 och 2014 för Örebro SK i Allsvenskan. Han var lagkapten i Örebro SK och känd för sitt huvudspel.
Han förlängde i december 2013 sitt kontrakt med Örebro SK över säsongen 2014. Efter säsongen 2014 avslutade han sin spelarkarriär.